# Oskar Rieding
Oskar Rieding (1846-1916) fue un violinista, profesor de música y compositor alemán.
La fama de Oskar Rieding radica en su contribución a la música húngara y, en particular, a la vida musical de Budapest en el siglo XIX. Primero asistió a la recién fundada Academia de Artes Musicales en Berlín, y más tarde al Conservatorio de Leipzig. A finales de la década de 1860 se trasladó a Viena, pero en 1871 el director de orquesta Hans Richter, en ese momento director musical de la Ópera Nacional de Hungría (Budapest), nombró a Rieding concertino (Konzertmeister). Permaneció en Budapest durante treinta y dos años, durante los cuales compuso algunos conciertos para violín y muchas piezas para violín y piano. Muchas de estas piezas son apropiadas para estudiantes de violín de nivel intermedio y todavía son estudiadas e interpretadas por estudiantes de violín en la actualidad. Tras su retiro en 1903, residió en Celje, continuando sus actividades como docente, compositor e intérprete, hasta su muerte en 1916.

## Principales obras
- Concierto en si menor para violín y piano op. 35 (1909)
- Concierto en re mayor para violín y piano op. 25
- Concertino en sol para violín y piano op. 24
- Marcha de los gitanos Op. 23 n.° 2, para violín y piano
- Concertino en la menor para violín y piano a la húngara op. 21
- Rondó